# Gouvernement Rudd I
Monarchie australienne
Howard IV Gillard I
Le gouvernement Rudd I (en anglais : First Rudd Ministry) est le premier gouvernement du Premier ministre d'Australie Kevin Rudd, membre du Parti travailliste. Il est constitué le 3 décembre 2007 et succède au quatrième gouvernement de John Howard. Il est profondément remanié le 9 juin 2009 et remplacé le 24 juin 2010 par le premier gouvernement de Julia Gillard.

## Histoire
Kevin Rudd remporte les élections fédérales du 24 novembre 2007. Le 3 décembre il prête serment devant le Gouverneur général d'Australie Michael Jeffery devenant ainsi le vingt-sixième Premier ministre d'Australie et le deuxième Premier ministre originaire du Queensland. Son premier acte officiel en tant que premier ministre, le jour même de sa nomination a été de ratifier le protocole de Kyōto.
Le 13 février 2008, tenant une promesse de campagne, il prononce un discours solennel, s'excusant auprès des Aborigènes, peuple autochtone, pour les maltraitances qu'ils ont subies. Ce discours est bien reçu par ce peuple.
Deux chefs successifs du parti libéral - Brendan Nelson et Malcolm Turnbull - n'ayant pas su entamer la popularité de Rudd, les conservateurs ont choisi en 2009 Tony Abbott comme nouveau chef du parti libéral et ont un peu progressé contre le parti travailliste.
Le gouvernement Rudd a répondu à la Crise économique de 2008-2010 par un programme économique de croissance. L'antérieur surplus budgétaire s'est transformé en déficit, mais l'Australie a évité la récession. La mauvaise gestion de l'argent injecté par le gouvernement dans la réfection des toitures amène à des feux dans des maisons et à une série d'accidents mortels parmi des ouvriers incompétents. Le ministre responsable, Peter Garrett a été rétrogradé par Rudd et le projet abandonné en avril 2010, avec des demandes d'indemnisation de la part de ceux qui ont été affectés.
En mars 2010, Rudd annonce une réorganisation du financement des hôpitaux nationaux. En avril, il annonce que le gouvernement va retarder l'introduction d'une Bourse du carbone jusqu'à après la prochaine élection. Le chef de l'Opposition Abbott critique Rudd comme : all talk, no action (rien que des paroles, aucune action). En mai, la coalition surpasse les travaillistes dans le Newspoll survey  pour la première fois depuis 2006.
Alors qu'en 2009, Kevin Rudd battait des records de popularité, en 2010, après l'élection du nouveau chef de l'opposition et la mauvaise gestion de l'argent injecté par le gouvernement dans la réfection des toitures, la cote de Rudd a continué à pâtir de mauvais choix politiques travaillistes : l'abandon du plan carbone l'a coupé des écologistes et le projet controversé de taxe sur les super-profits des groupes miniers a exaspéré les compagnies minières. L'économie australienne est largement dépendante de l'industrie minière et le projet de taxe sur les profits miniers a affolé les investisseurs qui ont suspendu la recherche de nouveaux sites. Rudd n'a pas tenu compte des critiques et en plus le gouvernement a dépensé de l'argent public dans une campagne publicitaire en faveur de sa politique fiscale (contrairement à la promesse faite avant les élections).
Après une série de changements de politique et un important déclin de popularité de Rudd, les principaux dirigeants du parti travailliste ont commencé à envisager de le remplacer par son adjointe, beaucoup plus populaire, Julia Gillard. Rudd était considéré comme trop autocratique par plusieurs de ses collègues et il a manqué d'un ancrage fort dans le mouvement syndical.
Après deux ans et sept mois passés comme chef du gouvernement, Rudd démissionne le 24 juin 2010, juste avant un vote interne du parti, qu'il savait perdu d'avance du fait de son impopularité croissante, demandé par la vice-présidente du parti et Vice-Première ministre, Julia Gillard. Elle le remplace dans la foulée, devenant la première femme à prendre la tête du gouvernement australien.

## Composition
- Premier ministre, Kevin Rudd
- Vice-Première ministre, Julia Gillard

### Cabinet
- Ministre de l'Emploi et des Relations sociales, Ministre de l'Éducation, Ministre de l'Insertion sociale, Julia Gillard
- Ministre des Finances, Wayne Swan
- Ministre du Trésor et de la Dérégulation, Lindsay Tanner
- Procureur Général, Robert McClelland
- Ministre de la Défense

Joel Fitzgibbon
John Faulkner (04.06.2009)
- Ministre de l'Environnement, du Patrimoine et des Arts, Peter Garrett
- Ministre du Changement climatique et de l'Eau, Penny Wong
- Ministre de l'Immigration et de la Citoyenneté, Chris Evans
- Ministre des Affaires étrangères, Stephen Smith
- Ministre d’État spécial, Vice-Président du Conseil exécutif fédéral, Secrétaire du Cabinet

John Faulkner
Joe Ludwig (04.06.2009)
- Ministre de la Santé et des Personnes âgées, Nicola Roxon
- Ministre de la Famille, du Logement, des Services communautaires et des Affaires aborigènes, Jenny Macklin
- Ministre du Commerce, Simon Crean
- Ministre des Communications et de l’Économie numérique, Stephen Conroy
- Ministre des Infrastructures, des Transports, du Développement régional et des Affaires locales, Anthony Albanese
- Ministre des Ressources et de l'Énergie, Ministre du Tourisme, Martin Ferguson
- Ministre de l'Agriculture, des Pêches et des Forêts, Tony Burke
- Ministre des Services sociaux, Ministre des Services financiers, des Retraites et du Droit des sociétés

Joe Ludwig
Chris Bowen (04.06.2009)
- Ministre de l'Innovation, de l'Industrie, de la Science et de la Recherche, Kim Carr